# Großsteingrab Kalkhorst
Das Großsteingrab Kalkhorst ist eine megalithische Grabanlage der jungsteinzeitlichen Nordgruppe der Trichterbecherkultur bei Kalkhorst im Landkreis Nordwestmecklenburg (Mecklenburg-Vorpommern). Es ist unter der Fundplatznummer Kalkhorst 3 in der Bodendenkmalliste des Landes Mecklenburg-Vorpommern verzeichnet, aber bislang nicht in wissenschaftlicher Literatur beschrieben.

## Lage
Das Grab befindet sich etwa 1,2 km ostnordöstlich der Ortsmitte von Kalkhorst auf einem Feld.

## Beschreibung
Die Anlage besitzt eine rundliche Hügelschüttung mit einem Durchmesser von 15 m und einer erhaltenen Höhe von 1 m. Von der Grabkammer sind ein flacher Deckstein und zwei Wandsteine zu erkennen. Angaben zur Orientierung, den Maßen und dem Typ der Kammer liegen nicht vor.